# Cuir de Russie
Pour les articles homonymes, voir Cuir de Russie (parfum).

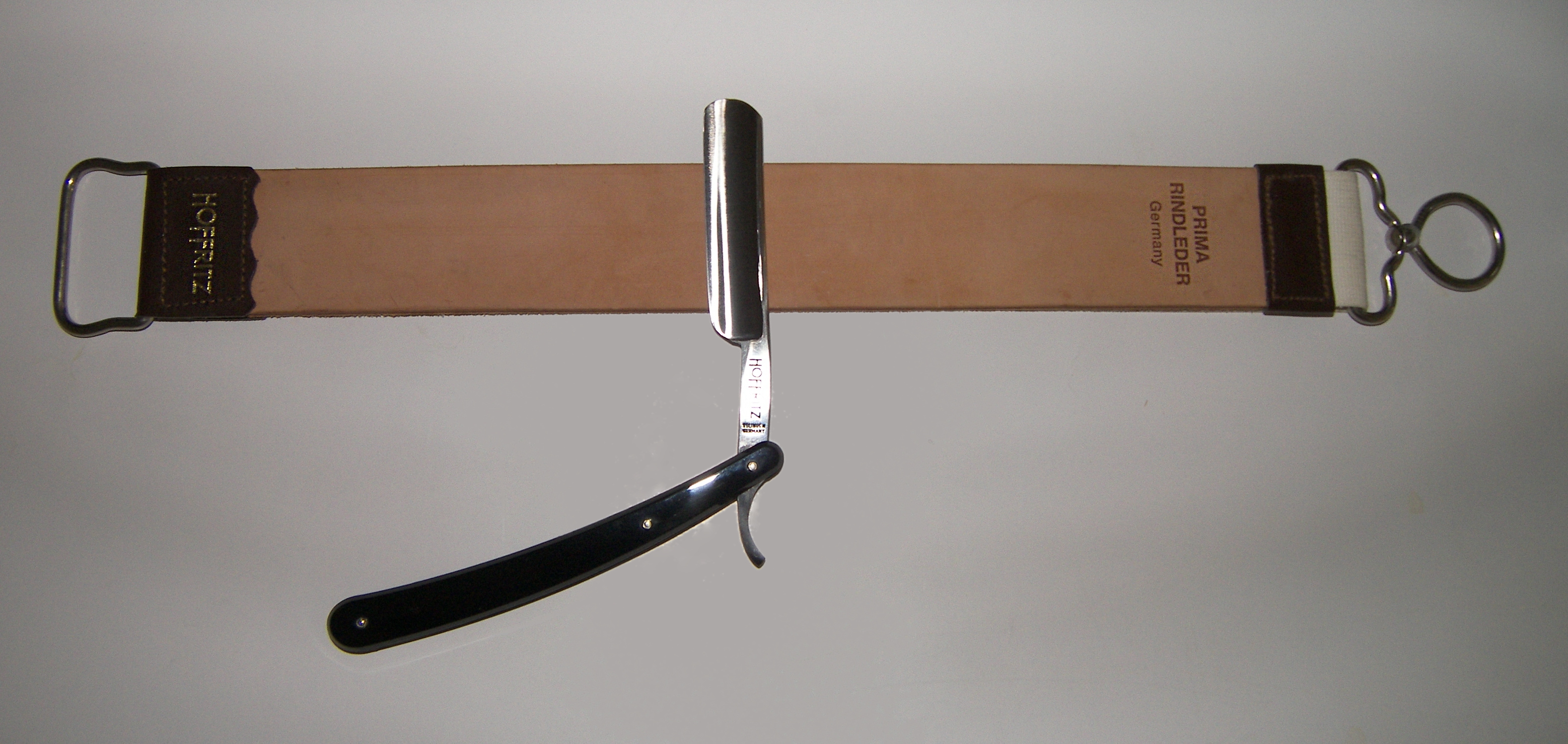
Rasoir et lamelle en cuir de Russie.

Le cuir de Russie est une forme particulière de cuir de vache tanné à l'écorce. Il se distingue des autres types de cuir par une étape de traitement qui a lieu après le tannage, dans laquelle la face arrière du cuir est travaillée avec de l'huile de bouleau. On obtient ainsi un cuir durable, souple et résistant à l'eau. L'imprégnation à l'huile prévient également les dégâts causés par les insectes. Ce cuir était un des principaux biens d'exportation de la Russie aux XVIIe et XVIIIe siècles en raison de sa haute qualité, de son utilité à diverses fins et de la difficulté de reproduire sa fabrication ailleurs. C'était un article de commerce important pour la Compagnie de Moscovie. Dans les pays germanophones, ce cuir était également connu sous le nom de « Juchten » ou « Juften ».